# Nurit Peled-Elhanan
Nurit Peled-Elhanan (in ebraico נורית פלד-אלחנן‎?; Gerusalemme, 17 maggio 1949) è una filologa, traduttrice, attivista israeliana, docente di lingua ed educazione all'Università Ebrea di Gerusalemme. Nel 2001 è stata co-premiata  dal Parlamento europeo col Premio Sakharov  per la libertà di pensiero. È nota per la sua ricerca sulla rappresentazione dei palestinesi nei libri di testo israeliani, che ha criticato come anti-palestinesi. Elhanan sostiene il movimento per il boicottaggio, il disinvestimento e le sanzioni (BDS), Ha criticato George W. Bush, Tony Blair e Ariel Sharon per aver promosso opinioni anti-musulmane.

## Biografia
Nurit Peled-Elhanan è cresciuta in una famiglia sionista  di sinistra nel quartiere Rehavia di Gerusalemme. Suo nonno, Avraham Katsnelson, ha firmato la Dichiarazione di Indipendenza di Israele. È la figlia di Matti Peled, maggiore generale israeliano, studioso di letteratura araba, membro della Knesset e noto attivista per la pace. Peled-Elhanan è sposata con il grafico e attivista per la pace Rami Elhanan, dal quale ha quattro figli. La loro figlia, Smadar, è stata uccisa all'età di tredici anni nell'attacco suicida palestinese di Ben Yehuda Street nel 1997 a Gerusalemme.
Suo fratello, Miko Peled, è un attivista per i diritti dei palestinesi e autore del libro del 2012, The General's Son: Journey of an Israeli in Palestine

## Carriera
Peled-Elhanan è professore di lingue ed educazione all'Università Ebraica di Gerusalemme ed è stata co-vincitore nel 2001 del Premio Sakharov del Parlamento Europeo per la Libertà di Pensiero. Ha tradotto in ebraico Le racisme (1982) di Albert Memmi e Écrire (1993) di Marguerite Duras.

## Opinioni

### Sul curriculum israeliano
Nel suo libro Palestine in Israeli School Books: Ideology and Propaganda in Education, pubblicato nel Regno Unito nell'aprile 2012, Nurit Peled-Elhanan descrive la rappresentazione degli arabi nei libri di scuola israeliani come razzista. Afferma che la loro unica rappresentazione è come "rifugiati, contadini primitivi e terroristi", sostenendo che in "centinaia e centinaia" di libri, nessuna fotografia raffigurava un arabo come una "persona normale".
In un webinar dell'agosto 2020 ospitato da suo fratello, Miko Peled, Peled-Elhanan ha affermato che i libri di testo israeliani insegnano agli studenti che Israele esiste principalmente per prevenire un altro Olocausto e, come tale, gli ebrei sono gli unici presentati come vittime. Ha inoltre affermato che il programma di studi ordina agli studenti di ignorare attivamente le altre vittime.

### Sul curriculum palestinese
In qualità di docente di lingua e istruzione, Peled-Elhanan ha scritto e tenuto numerose conferenze sui curricula e sui libri di testo israeliani e palestinesi. Afferma che il curriculum palestinese è altamente censurato e che "l'insegnamento della storia palestinese, o Nakba, anche nelle scuole arabe (Nasser e Nasser, 2008), è proibito - un divieto che è stato recentemente formulato come legge (la legge della Nakba)...". Peled-Elhanan ha anche affermato che intere pagine di libri di testo sono lasciate vuote a causa di questa censura, e "anche se volessero [insegnare l'odio, non possono perché] sono censurate".
Nel 2020, Elhanan ha affermato che gli insegnanti possono pianificare di insegnare ai loro studenti palestinesi quello che vogliono, ma i loro libri di testo non lo consentono perché i loro testi "sono finanziati dalla [la] Banca mondiale, dall'UE e così via che lavorano effettivamente per Israele".

### Sul conflitto israelo-palestinese
Le opinioni di Peled-Elhanan sul conflitto sono sempre presenti nelle sue apparizioni pubbliche fuori dall'accademia. In un discorso del 2007, ha definito i soldati israeliani "assassini di bambini, distruttori di case, sradicatori di ulivi e avvelenatori di pozzi... che sono stati educati in questo luogo nel corso degli anni alla scuola dell'odio e razzismo. [Questi] bambini che hanno imparato per 18 anni a temere e disprezzare lo straniero, a temere sempre i vicini, i gentili, bambini che sono stati cresciuti nella paura dell'Islam, una paura che li prepara ad essere soldati brutali e discepoli di assassini di massa".
In un'intervista del 2013 per Ground Views sul suo studio dei libri di testo israeliani, ha affermato che gli israeliani sono stati educati a "legittimare massacri" e glorificare le imprese militari di Sharon, Barak e Rabin. Nel 2014, ha scritto: "I leader israeliani che non adorano nient'altro che il Potere e la Morte dovrebbero sapere che nessuna parola potrà mai lavare via questo sangue dalle loro mani, che nulla potrà mai scagionarli".
Nello stesso discorso del 2007 al movimento Women in Black, ha detto delle madri israeliane: "[Loro] non sono altro che golem che si sono rivoltati contro i loro creatori e sono più terribili e crudeli di loro, che dedicano i loro grembi allo stato dell'apartheid e all'esercito di occupazione, che educano i loro figli al razzismo assoluto e sono pronti a sacrificare i frutti delle loro pance sull'altare della megalomania, dell'avidità e della sete di sangue dei loro capi. Queste madri si trovano anche tra le maestre e le educatrici dei nostri giorni”.
Sostiene il movimento per il boicottaggio, il disinvestimento e le sanzioni contro Israele  e ha detto "ciò che Daesh (ISIL) è per l'Islam, l'Israele sionista è per il giudaismo".
Peled-Elhanan ha criticato lo scrittore israeliano AB Yehoshua per i commenti che ha fatto in riferimento al divario culturale tra ebrei e arabi che, secondo Yehoshua, era la ragione per cui non avrebbero mai potuto vivere insieme. Ha detto che ai suoi occhi Ehud Olmert, Ehud Barak, Ismail Haniyeh e Hezbollah sono equivalenti: "Si divertono a guardare i bambini morire". Alla domanda su un incidente in cui i residenti di un quartiere di Gerusalemme est hanno fatto un barbecue vicino a un quartiere ebraico durante lo Yom Kippur, gridato attraverso i megafoni e attaccato gli ebrei di ritorno dalla sinagoga, Elhanan ha detto che l'occupazione e la mancanza di servizi di quartiere hanno generato odio e "odio crea cose del genere".